# Iveta Vacenovská
Iveta Vacenovská (Hodonín, Tsjecho-Slowakije, 22 maart 1986) is een Tsjechisch voormalig professioneel tafeltennisster. Zij speelt rechtshandig met de shakehandgreep.
Zij nam namens haar land deel aan de Olympische Zomerspelen 2012 en 2016 maar won geen medailles.

## Belangrijkste resultaten
- Brons met het op de Europese kampioenschappen tafeltennis 2009.
- Brons met het op de Europese kampioenschappen tafeltennis 2013.